# Gerhard Krüger (informaticien)
Pour les articles homonymes, voir Kruger.
Ne doit pas être confondu avec Gerhard Krüger.
Gerhard Krüger est un professeur d'informatique à l'Institut de technologie de Karlsruhe, né le 9 juillet 1933 à Melsungen et mort le 9 octobre 2013 à Waldbronn. Il a contribué à la création de l'enseignement de l'informatique en Allemagne.

## Biographie
Gerhard Krüger étudie la physique de 1952 à 1957 à l'université Friedrich-Schiller d'Iéna et à l' université Humboldt de Berlin. Il obtient son doctorat en 1959 avec la thèse Détection de neutrons rapides avec compteurs d'étincelles à l'Université de Giessen sous la direction de Wilhelm Hanle,. À partir de 1960, il travaille au Centre de recherche nucléaire de Karlsruhe. Depuis 1971, il est professeur d'informatique à l'Université de Karlsruhe (TH). De 1981 à 1983, il est doyen de la Faculté d'informatique. En 1982, il fonde l'Institut de télématique, le premier du genre en Allemagne.
Outre son travail universitaire, Gerhard Krüger s'implique également dans la politique universitaire, notamment dans les années 1990 en développant l'enseignement de l'informatique dans diverses universités d'Allemagne de l'Est. De 1985 à 1986, il est président de la Société pour l'informatique.
Il est membre de l'Académie allemande des sciences naturelles Léopoldine depuis 1995 et membre à part entière de l'Académie des sciences de Heidelberg depuis 1996. Il est également membre de l'Académie allemande des sciences et de l'ingénierie (acatech) .
Krüger est co-éditeur du Lehr- und Übungsbuchs Telematik et auteur de nombreuses publications scientifiques.

## Honneurs
- 1994 : Docteur honoris causa de l'Université Humboldt de Berlin
- 1995 : Croix fédérale du mérite, 1re classe
- 1997 : Docteur honoris causa de l'Université de médecine de Lübeck
- 2001 : Docteur honoris causa de l'Université Friedrich-Schiller d'Iéna[4]
- 2001 : Médaille du mérite de l'État de Bade-Wurtemberg[5]
- 2003 : Membre de la Société pour l'informatique[6]
- 2005 : Docteur honoris causa de l'Université de Rostock[7]
- 2007 : Docteur honoris causa de l'Université technique d'Ilmenau[8]
- 2007 : Membre honoraire de la Société pour l'informatique[9]